# Kotlenice
Kotlenice su naselje u Splitsko-dalmatinskoj županiji,u sastavu Općine Dugopolja.
Kotlenice su se smjestili ispod sjevenih padina Mosora.
U mjestu je razvijen turizam,posebice zbog blizine Splita i prirodne ljepote.
U samom središtu mjesta nalazi se poznata špilja Vranjača. U blizini je još speleoloških objekata, poput jame Orlovače.

## Stanovništvo
Prema popisu iz 2011. naselje je imalo 148 stanovnika.
| broj stanovnika | 247   | 279   | 255   | 268   | 296   | 385   | 500   | 510   | 328   | 288   | 297   | 251   | 172   | 155   | 133   | 148   | 124   |
|                 | 1857. | 1869. | 1880. | 1890. | 1900. | 1910. | 1921. | 1931. | 1948. | 1953. | 1961. | 1971. | 1981. | 1991. | 2001. | 2011. | 2021. |

## Znamenitosti
- crkva svetih Petra i Pavla
- Kapelica Blažene Djevice Marije
- Špilja Vranjača